# Pierre Fitremann
Pierre Fitremann (19 novembre 1896 - 15 mars 1987) est un dirigeant d'entreprises français.

## Biographie
Il est né à Bourg-en-Bresse, au lycée Lalande, le 19 novembre 1896, où son père, Henri Fitremann, polytechnicien, y était censeur. Bachelier ès lettres du lycée Louis-le-Grand, où il était le camarade de classe de Georges Dumézil et du fils de Catulle Mendès, Primice Mendès, qui avait hérité du don de son père et rédigeait ses dissertations en parfaits alexandrins.
Pierre Fitremann fut ensuite licencié en droit, engagé volontaire en 1914, ancien combattant de 14-18, comme lieutenant d'artillerie de réserve. Il sera fait chevalier de la Légion d'honneur à titre militaire en 1917 et recevra la Croix de Guerre. 
Après la guerre, Pierre Fitremann sera commis-titulaire au Secrétariat général de la Banque de France avant d'être nommé chef du Secrétariat particulier du Président du Sénat Paul Doumer. Après l'assassinat du président Doumer, il sera Inspecteur financier des usines Citroën, ancien combattant de 1940, Inspecteur général du groupe SOVAC. Il prendra sa retraite à Sougé (Loir-et-Cher), en 1966.
Il est décédé au Grand-Lucé le 15 mars 1987. 
Pierre Fitremann, auteur des Mémoires de la famille Fitremann et de la guerre au jour le jour (écrits non publiés), est le plus jeune frère de l'écrivain Andrée Deflassieux-Fitremann, mais aussi le petit-fils d'Emile Fitremann, polytechnicien, nommé chevalier de la Légion d'honneur, professeur de mathématique puis directeur des études au Prytanée national militaire de La Flèche, qui écrivit Tables pour les calculs d'intérêts composés d'annuités de placement, d'amortissement, etc., précédées de "tables de logarithmes des nombres de 1 à 10 000", et qui a révisé le Cours d'arithmétique d'Eugène André, 1re et 2e années Arithmétique théorique et pratique.

## Distinctions
- Chevalier de la Légion d'honneur (1917).
- Croix de guerre 1914–1918.